# Mongkonchai Kongjumpa
Mongkonchai Kongjumpa (thailändisch มงคลชัย กองจำปา, * 30. Mai 1988) ist ein thailändischer Fußballspieler.

## Karriere
Mongkonchai Kongjumpa spielte bis 2019 beim MOF Customs United FC. Der Verein aus der thailändischen Hauptstadt Bangkok spielte in der zweiten Liga, der Thai League 2. Wo er vorher gespielt hat, ist unbekannt. Für den Zweitligisten absolvierte er in der Saison 2019 24 Spiele. 2020 wechselte er zum Erstligaabsteiger Chainat Hornbill FC nach Chainat.